# Allium longisepalum
Allium longisepalum — вид трав'янистих рослин родини амарилісові (Amaryllidaceae), поширений у Західній Азії.

## Опис
Квітконіжки завдовжки 15–25(30) мм. Квітки широко-дзвінчасті, у верхній частині не звужені, завдовжки 10–15 мм, від трояндового до рожевого забарвлення або чисто білі.

## Поширення
Поширений у Західній Азії (Держави Перської затоки, Іран, Ірак, Кувейт, Ліван, Сирія, пд.-сх. Туреччина).